# イーデンプレーリー (ミネソタ州)
イーデンプレーリー（Eden Prairie）は、アメリカ合衆国ミネソタ州のヘネピン郡にある都市。人口は6万4198人（2020年）。ミネアポリスの南西20キロメートル、ミネソタ川北岸に位置している。ミネアポリス・セントポール都市圏に含まれる。

## 歴史
ヨーロッパ人到来以前はアメリカ先住民スー族の狩場だった。1862年のダコタ戦争を経て公有地となり、新規の入植者に解放された。地名は作家エリザベス・F・エレットによって付けられた。
1970年から2000年にかけて住宅地として開発され、ミネアポリスのベッドタウンとなった。企業の事業所が多く、市内で働く住民が多い。

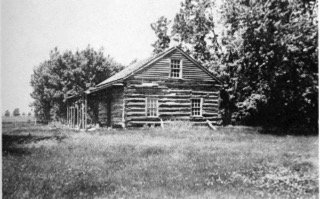
アイルランド移民のカミング家（1880年頃）